# Шлакоблок

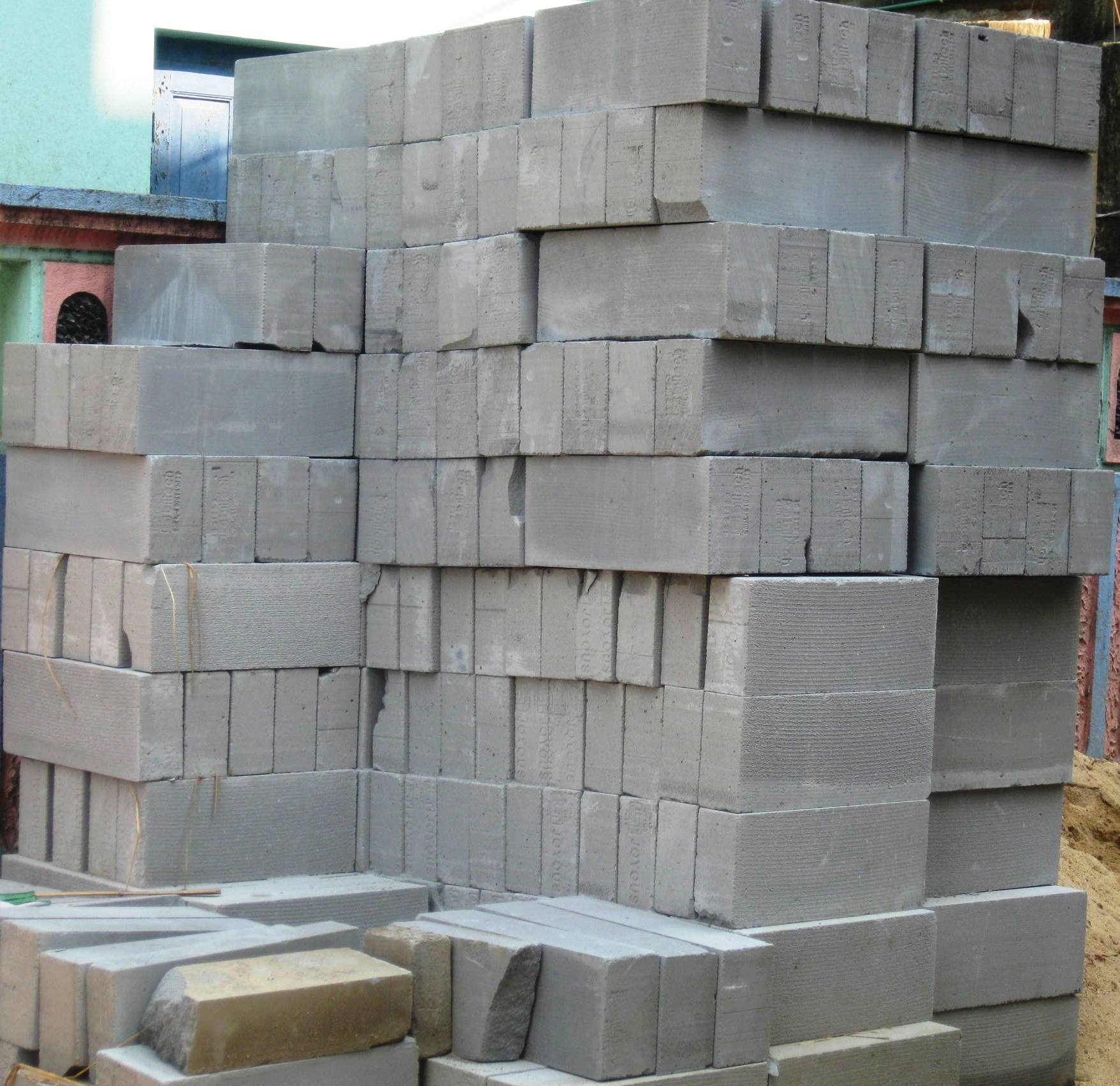
Бетонные блоки для кладки

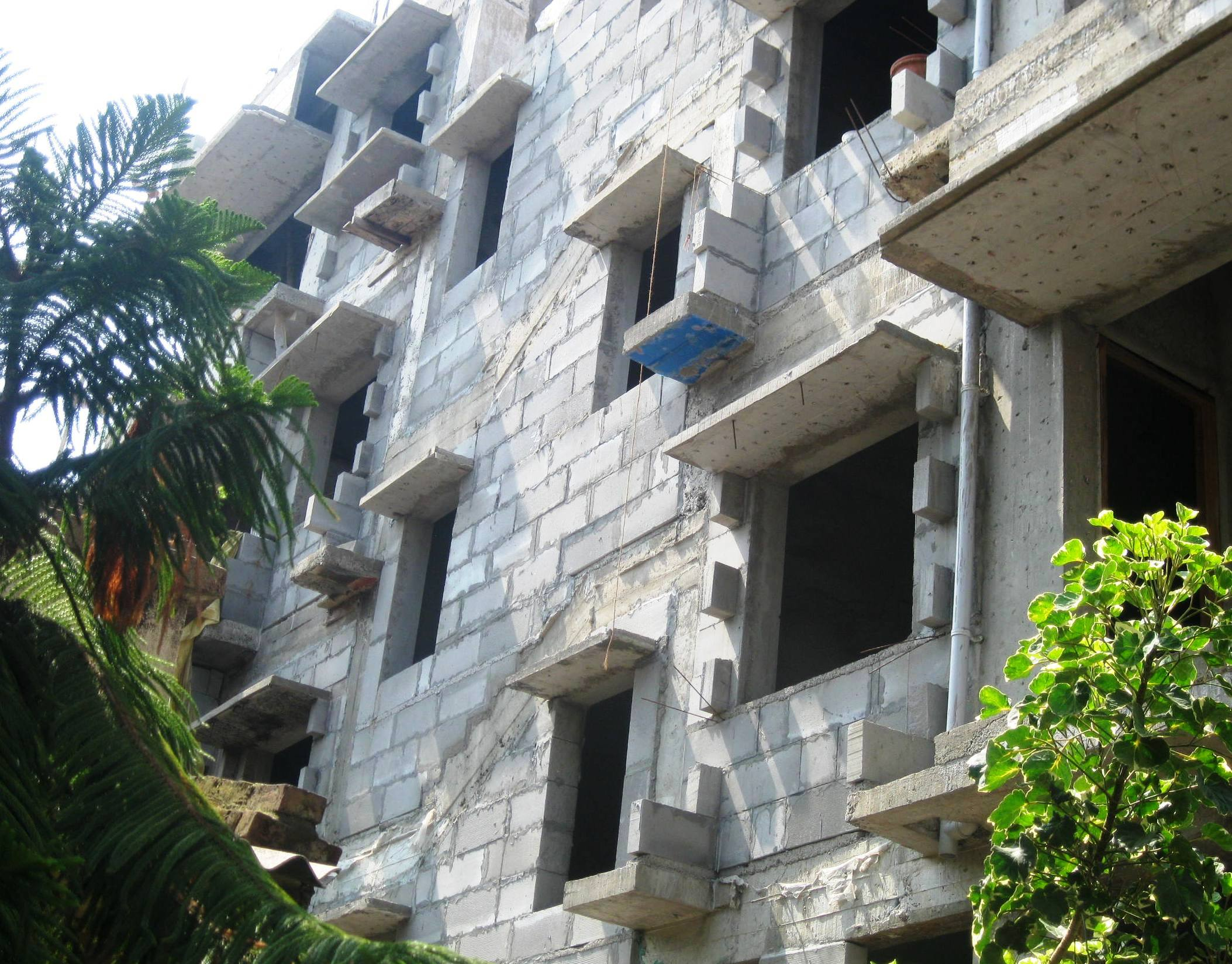
Здание, построенное из бетонных блоков

Шлакоблок — это блок из спрессованного шлака (применяется в строительстве). Он представляет собой строительный материал, который получается методом вибропрессования или естественной усадки в формах из шлакобетонного раствора. Обычный размер шлакоблока соответствует габаритам 200 × 200 × 400 мм или меньше. При изготовлении шлакоблоков в качестве связующего материала используется цемент.  
Производить изделие можно как в промышленных, так и в домашних условиях. Для производства шлакоблока в домашних условиях используются малогабаритные виброустановки. Чтобы производить шлакоблок в промышленных масштабах, требуются специальные станки. 
Для шлакоблока характерны экономичность, относительная простота в производстве и универсальность.

## Состав
Сегодня шлакоблоками условно называют любые строительные камни, полученные методом вибропрессования из бетонного раствора. 
Наличие шлака необязательно — в качестве составляющих бетонного раствора могут использоваться:
- вулканический пепел[2] (пеплоблок);
- гранитный отсев;
- гранитный щебень[2];
- речной щебень, гравий[2];
- песок[3];
- бой кирпича и бетона[2] и шлакобетона[3];
- бой затвердевшего цемента[2];
- цемент;
- стеклобой[2];
- керамзит[3];
- перлит[3];
- зола;
- галька[3];
- вторичный щебень[3];
- ракушник[2];
- опилки[2];
- отходы производства строительных материалов[3].

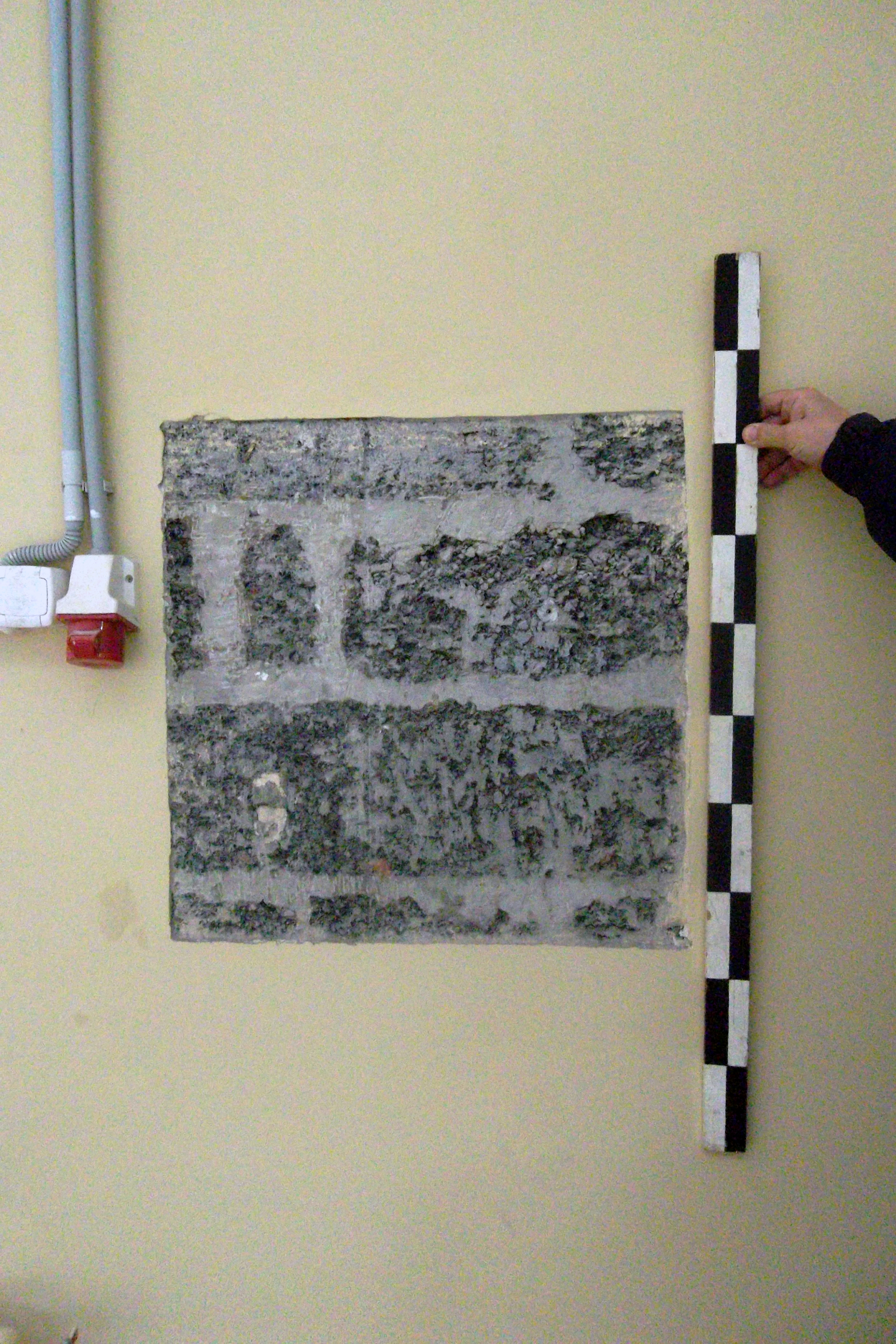
Эрмитажный гараж в Западине Чёрного проезда Зимнего дворца

## Марки прочности шлакоблоков
Обычно шлакоблоки маркируются буквой «М» и цифрой, определяющей максимально допустимую нагрузку кг/кв. м.
- М-35 — применяются для утепления, зачастую их укладывают вдоль несущих стен[3][2];
- М-50, М-75 — пустотелый блок — из этих марок производят кладку стен и перегородок[2];
- М-100, М-125 — полнотелый блок — выдерживают большую нагрузку, поэтому их основное применение — это кладка фундаментов и оснований зданий[3][2].

## Характеристики
Типовой, стандартный шлакоблок, изготовленный производственным способом, имеет размер: 390 × 190 × 188 мм. Есть шлакоблоки и других размеров – например 390 × 120 × 188 мм (применяемый для возведения межкомнатных перегородок) или изготовленные в бытовых условиях, которые могут кардинально отличаться от стандарта. Но, согласно ГОСТ 6133-99 «Камни стеновые бетонные» размеры шлакоблока: длина – 390 мм; ширина – 190 мм; высота - 188 мм.
- Рядовой шлакоблок – 390 × 190 × 188 мм / 395 × 195 × 195 мм / 400 × 200 × 200 мм;

такие варианты: 395 × 195 × 195 / 400 × 200 × 200 мм;
- Перегородчатый (полублок) – 590 (390) × 90 × 188 мм;
- Вентиляционный / дымоходный шлакоблок блок – 390 × 390 × 188 мм;
- Трехчетвертной шлакоблок – 290 × 190 × 188 мм;
- Половинчатый шлакоблок – 190 × 190 × 188 мм.

## История
Самое раннее из известных зданий, построенное из шлакоблоков — Эрмитажный гараж (1910 г.).

## Виды шлакоблоков
Существуют внутренние различия, которые определяются составом, свойствами и внешним видом:
- Полнотелые и пустотелые. Полнотелые шлакоблоки применяются для закладки фундамента, колонн, несущих конструкций зданий, цокольных этажей. Основное свойство — прочность. Пустотелые шлакоблоки применяются в качестве строительного материала при возведении стен и перегородок здания. Они легче полнотелых, поэтому не утяжеляют конструкцию[2].
- Декоративные облицовочные шлакоблоки. Отличительной чертой является наличие декоративного покрытия. Этот слой шлакоблока не только дублирует различные фактуры (камень, штукатурка), но и выполняет защитную функцию — делает его устойчивым к сырости[2].
- Перегородочные шлакоблоки. Используются в кладке перегородок и имеют некоторые преимущества: соблюдается точная геометрия, экономится раствор, весят меньше кирпича, быстро монтируются[2].
- Цветные шлакоблоки. Используются в строительстве наравне с обычными материалами, чаще всего при возведении заборов, фронтонов, декоративных столбов. Добиваются нужного оттенка уже на этапе изготовления шлакоблоков. Для этого в смесь добавляется толченый красный кирпич или цветной мел[2].
- Фундаментные шлакоблоки. Они же — искусственный стеновой камень. Отличается прочностью и долговечностью в использовании, не дает усадки и не крошится. Обязательным условием при закладке фундамента из шлакоблоков является наличие железобетонной ленты, которая должна иметь слой не менее 1,5 сантиметров. Стены фундаментных блоков обязательно покрываются гидро- и теплоизоляцией.
- Рваный и колотый шлакоблок. Этот строительный материал имеет декоративную поверхность под «рваный» и колотый кирпич. Используется, чаще всего, в качестве облицовки для заборов и отделки зданий.